# Yakinbaal
Yakinbaal, Ṣoftim ou Suffète de Tyr en 564 av J.C.
Après le roi Baal II le roi de Babylone c'est-à-dire Nabuchodonosor II, utilise des Suffètes pour gouverner Tyr.« Eknibal ou Ecnibalus », fils de Baslekh fut Suffète de Tyr pendant 2 mois.

## Sources
- Sabatino Moscati, Les Phéniciens, Paris, Arthème Fayard, coll. « Marabout Université », 1971, 278 p. (ISBN 2501003543)